# Diospyros canaliculata
Diospyros canaliculata är en tvåhjärtbladig växtart som beskrevs av De Wild. Diospyros canaliculata ingår i släktet Diospyros och familjen Ebenaceae. Inga underarter finns listade i Catalogue of Life.